# ویلیام اوبنک
ویلیام اوبنک (انگلیسی: William Eubank؛ زادهٔ ۱۵ نوامبر ۱۹۸۲) کارگردان فیلم، فیلم‌نامه‌نویس، فیلم‌بردار، و تهیه‌کننده فیلم اهل ایالات متحده آمریکا است. وی از سال ۲۰۰۳ میلادی تاکنون مشغول فعالیت بوده‌است.